# FC Twenty 11
Der FC Twenty 11 ist ein neuseeländischer Fußballklub aus der Stadt Christchurch.

## Geschichte
Der Klub entstand im Jahr 2011 aus einer Fusion von Avon United und Burnside AFC. Danach spielte die erste Herrenmannschaft in der Mainland Premier League. In der Saison 2022 gelang der Sieg in den Play-offs um den Aufstieg in die Southern League, der erstklassigen National League. Damit spielte man zum ersten Mal in der Spielzeit 2023 erstklassig.